# Huis ten Bosch
Huis ten Bosch (in italiano: Casa nei boschi) è un palazzo reale situato a L'Aia, nei Paesi Bassi. È una delle tre residenze ufficiali della Famiglia Reale, essendo le altre due il Palazzo Noordeinde sempre a L'Aia ed il Palazzo Reale ad Amsterdam.
Huis ten Bosch è stata dal 1981 al 2014 la residenza di Beatrice dei Paesi Bassi, e l'attuale re Guglielmo Alessandro vi si è trasferito con la sua famiglia il 13 gennaio 2019. Una replica del palazzo è stata costruita nella città di Sasebo in Giappone in un parco a tema dello stesso nome.

## Storia

### XVII e XVIII secolo

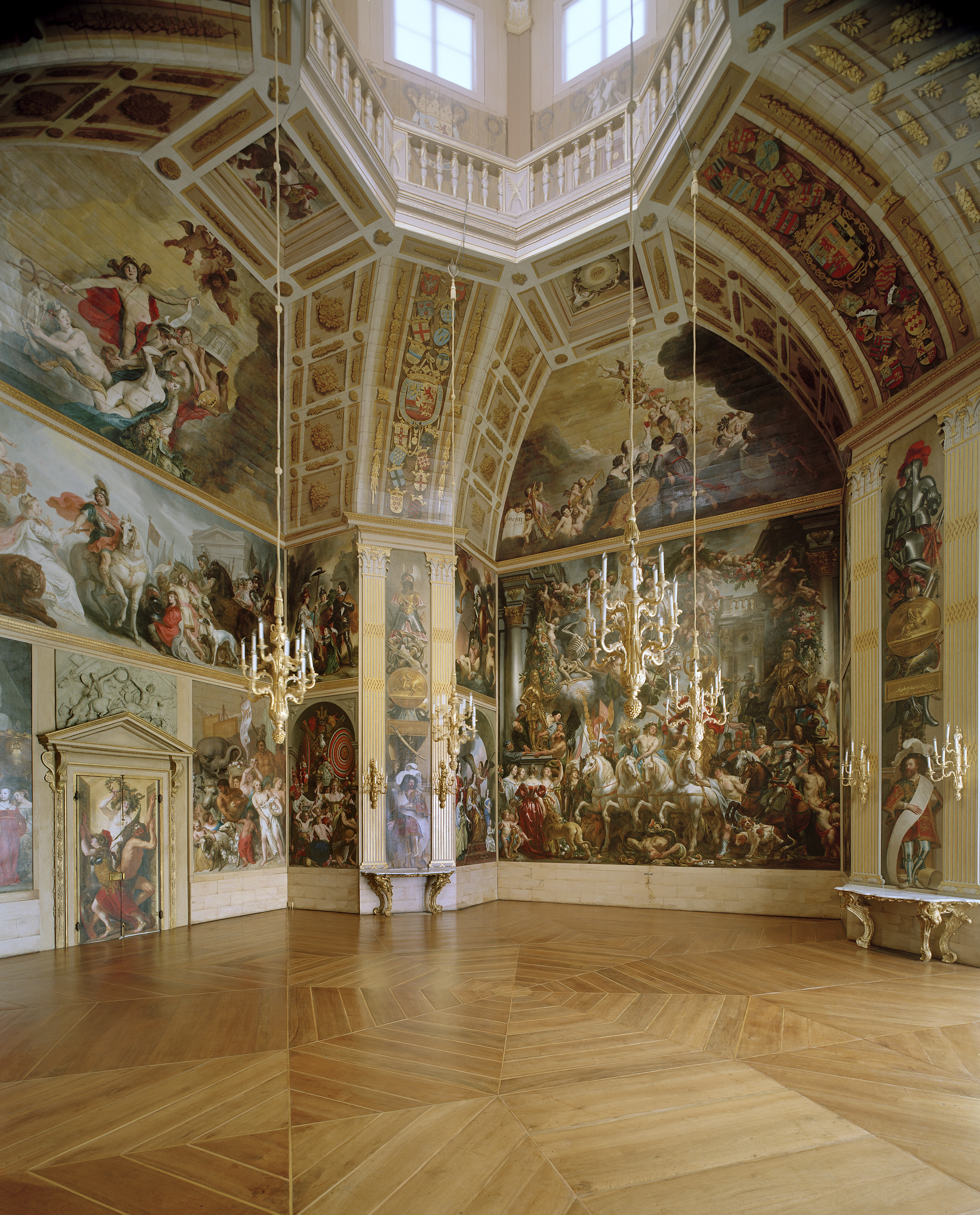
La Oranjezaal

La costruzione del Huis ten Bosch iniziò il 2 settembre 1645, sotto la direzione di Bartholomeus Drijffhout, seguendo il progetto di Pieter Post e Jacob van Campen. Il palazzo venne commissionato dalla moglie dello Stadtholder Federico Enrico d'Orange, Amalia di Solms-Braunfels in un appezzamento cedutole dagli Stati Generali (Loonstra, 1983, Slothouwer 1945). La prima pietra venne posata da Elisabetta di Boemia.

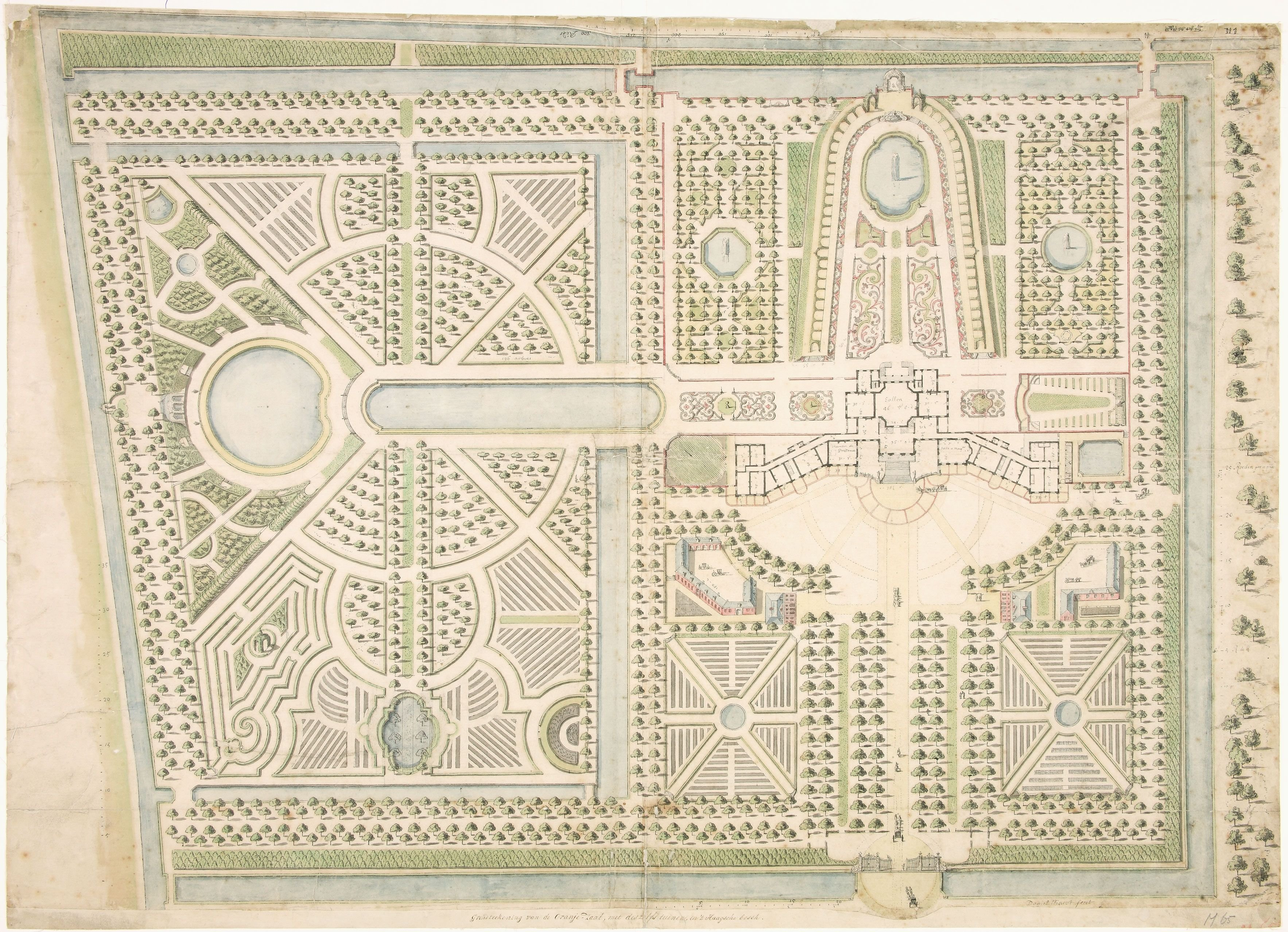
Pianta dei giardini del palazzo disegnata da Daniël Marot

Dopo la morte del marito, nel 1647, Amalia dedicò il palazzo alla sua memoria. Diretti i lavori dagli architetti e pittori cattolici Jacob van Campen e Pieter Post, grazie ad artisti cattolici come Gerard van Honthorst, Jacob Jordaens, Thomas Willeboirts Bosschaert, Theodoor van Thulden, Caesar van Everdingen, Salomon de Bray, Pieter Soutman, Gonzales Coques, Pieter de Grebber, Adriaen Hanneman e Jan Lievens la Oranjezaal (Sala d'Orange) venne decorata con un ciclo di dipinti che glorificano il defunto principe, culminanti nella grande scena raffigurante il Trionfo di Federico Enrico d'Orange di Jordaens. La sala da pranzo venne progettata da Daniel Marot.
Durante il secolo e mezzo successivo, il palazzo fu prima la residenza della famiglia Nassau, poi del re di Prussia, e in seguito di molti stadtholder fino a che la Francia invase il paese nel 1795.

### XIX e XX secolo
La National Art Gallery, precedente al Rijksmuseum, venne ospitata nell'edificio dal 1800 al 1805. Il fratello di Napoleone Bonaparte, Luigi, re dell'Olanda, abitò nel palazzo fra il 1805 e il 1807.
Quando Guglielmo I venne proclamato re, rese il palazzo una delle sue residenze ufficiali. Diventò così uno dei palazzi favoriti dai membri della famiglia reale, e durante la prima guerra mondiale diventò la residenza principale della regina Guglielmina. La regina e la sua famiglia furono costretti ad andarsene dal castello e a fuggire nel Regno Unito (da cui la famiglia, ma non la regina, si trasferì nel Canada) quando l'esercito della Germania nazista invase i Paesi Bassi durante la seconda guerra mondiale. L'amministrazione nazista voleva demolire il palazzo, ma alla fine la demolizione non venne approvata. Ciò nonostante, il palazzo subì numerosi danni. Tra il 1950 e il  1956, il palazzo venne ristrutturato e diventò di nuovo una residenza reale. Ritornò così ad essere la residenza principale nel 1981. Il palazzo ha subito significativi restauri ed ampliamenti da quando venne costruito. Ad oggi, comprende un edificio centrale con due ali, che corrono da un capo all'altro per circa 110 metri.